# Parafia św. Apostołów Piotra i Pawła w Olbięcinie
Parafia świętych Apostołów Piotra i Pawła w Olbięcinie – parafia rzymskokatolicka, znajdująca się w diecezji sandomierskiej, w dekanacie Zaklików.